# John Heminges
John Heminges (orthographié parfois Heming, Heminge, Hemminge ou Hemings) (baptisé le 25 novembre 1566 – mort le 10 octobre 1630) était un acteur de la période élisabéthaine appartenant à la troupe du roi (en), pour laquelle Shakespeare écrivait. Avec Henry Condell, il a joué un rôle important dans l'histoire du théâtre en éditant en 1623 le Premier Folio, recueil des pièces de William Shakespeare, évitant ainsi que certaines d'entre elles, encore jamais publiées, tombent dans l'oubli.

## Biographie

### Jeunesse
Heminges est baptisé à Droitwich, dans le Worcestershire, le 25 novembre 1566, fils de George Heminges, habitant cette ville. Le 25 mai 1578, à l'âge de onze ans, il est envoyé à Londres comme apprenti chez un épicier, James Collins, pour une durée de neuf ans. Le 24 avril 1587, il prête serment pour devenir membre de l'honorable confrérie des épiciers. Il est peut-être déjà à cette époque en relation avec la troupe de la reine, car, le 10 mars 1588, à vingt et un ans, il est autorisé à se marier avec Rebecca Knell (née Edwards), âgée de seize ans, veuve de William Knell (en), un acteur de cette troupe, qui a été tué en duel l'année précédente par John Towne, un autre acteur, alors qu'ils étaient en tournée à Thame, dans le Oxfordshire. Heminges et sa jeune femme emménagent dans la paroisse de St Mary Aldermanbury à Londres, et ont au moins treize enfants entre 1590 et 1613.

### Carrière d'acteur

#### Engagement dans un troupe de comédiens
Au même moment, Heminges travaille comme acteur, tout d'abord dans la troupe de lord Strange vers 1593, puisque son nom apparaît sur le permis de voyager de la troupe, daté du 6 mai 1593. Il passe ensuite, probablement depuis sa fondation en 1594, dans la troupe de Lord Chamberlain, qui devient la troupe du roi en 1603.

#### Participation à la troupe
On retrouve son nom en de multiples occasions : sur la liste de la procession du 15 mars 1604, sur la convocation devant le Conseil privé en mars 1615, sur la patente du 27 mars 1619 où il est cité en première place, sur les listes d'attribution des livrées du 19 mai 1619 et du 7 avril 1621, sur la liste des acteurs participant à la procession funèbre du roi Jacques Ier le 7 mai 1625, sur la patente du 24 juin 1625, et enfin dans la liste des acteurs figurant dans l'édition Premier Folio des œuvres de Shakespeare.
Dans la troupe du roi, il prend part à la première partie d'Henry IV de Shakespeare, et à des pièces de Ben Jonson : Every Man in his Humor, Every Man out of his Humor, Sejanus (en) en 1603, Volpone en 1605, The Alchimist en 1610.
Sur la première patente remise à la troupe par le roi Jacques Ier le 17 mai 1603, le nom de Heminges apparaît en cinquième position, juste devant Condell ; Shakespeare et Richard Burbage figurent respectivement en seconde et troisième place, la première place étant tenue par Lawrence Fletcher, un acteur ayant gagné les bonnes grâces du roi en Écosse, mais dont le nom n'apparaît plus ensuite. Dans la seconde patente, datant du 27 mars 1619, son nom est cité en premier. C'est déjà à ce titre de responsable et de représentant de la compagnie qu'il est convoqué le 15 mars 1615 avec Burbage devant le Conseil privé pour répondre de leur désobéissance aux ordres du lord chamberlain de ne pas jouer durant le Carême,.

#### Actionnaires de théâtres
Heminges fait partie des premiers actionnaires du Globe, accord signé le 21 février 1599 avec les frères Burbage, Shakespeare, Augustine Phillips, William Kempe et Thomas Pope (en),. Quelques années plus tard, en août 1608, il est de nouveau parmi les premiers actionnaires du théâtre des Blackfriars avec les frères Burbage, Shakespeare, Condell, William Sly et l'écrivain public et financier Henry Evans,.
Il existe apparemment à l'origine un accord par lequel, lors du décès ou du départ d'un actionnaire, ses parts reviennent aux autres actionnaires. C'est ce qui se passe lors du départ volontaire de William Kempe. En revanche, cela est moins clair en cas de décès. On ignore ce qui se passe à la mort de Pope en 1603, mais les années suivantes, plusieurs procès sont intentés par des veuves d'acteurs contre les actionnaires restants. Thomasina, la fille de Heminges, s'était mariée avec l'acteur William Ostler, qui possédait des parts dans les théâtres du Globe et des Blackfriars. À la mort de son mari, Thomasina réclame ses parts à son père, John Heminges, qui refuse, provoquant le procès Ostler/Heminges, de la fille contre son père. Ce genre de contestation se reproduit les années suivantes : procès Witter (fille d'Augustine Phillipps) contre Hemingues et Condell, de Keysar contre Richard Burbage. Les choses s'apaisent ensuite vraisemblablement, puisqu'en 1635, la veuve de Condell figurent parmi les actionnaires du Globe.
Le Théâtre du Globe est détruit par un incendie le 29 juin 1613 lors d'une représentation de Henri VIII de Shakespeare, et Heminges est mentionné dans une ballade du moment racontant l'incendie, intitulée A Sonnet upon the pitiful burning of the Globe playhouse in London (« Un sonnet sur le triste incendie du théâtre du Globe à Londres »). Burbage et Henry Condell y sont cités également, mais pas Shakespeare :
- Then with swolne eyes, like druncken Fleminges,
- Distressed stood old stuttering Heminges[8].
- Puis, avec les yeux gonflés d'un ivrogne flamand,
- Le vieux Heminges se dresse, affligé et bégayant.

#### Directeur financier
Selon les dires de Ben Jonson, il devient le directeur financier de la troupe jusqu'à sa mort en 1630. Dès le 21 décembre 1596, il apparaît effectivement, en général avec un autre acteur, comme receveur des sommes payées pour les représentations à la cour. Par exemple, un bon du conseil privé, daté du 2 octobre 1599, ordonne le paiement d'une somme de 30 livres à Heminges et à Pope (en) pour trois interludes ou pièces joués devant sa majesté la reine pour la Fête de la Saint-Étienne (lendemain de Noël), pour le Jour de l'an et pour Mardi gras. Une somme similaire est payée à Heminges et à Richard Cowley (en) le 31 mars 1601, et des entrées de la sorte continuent jusqu'en 1618. Il semble que vers 1611 Heminges cesse de jouer pour se concentrer exclusivement à la gestion de la compagnie. Dans son Plays and Masques at Court, Mary Susan Steele précise qu'il continue à percevoir les rémunérations des représentations jusqu'au 3 avril 1630, soit peu de mois avant sa mort.

### Carrière d'épicier
Alors que les grandes lignes de sa carrière au théâtre sont bien connues, ses activités de membre de la confrérie des épiciers sont généralement ignorées. Le 13 décembre 1608, John Heminges, « citoyen et épicier de Londres », est admis comme un des dix mesureurs de houille de la Cité, remplaçant le libraire John Keale, et prenant comme assistant un certain John Jackson. Cinq ans plus tard, Heminges et Jackson serviront de garants lors de l'achat par Shakespeare du théâtre des Blackfriars. Les mesureurs de charbon, tous citoyens, sont chargés de mesurer tout le charbon importé à Londres, mais la fonction tenue par Heminges jusqu'en 1626 n'est qu'une sinécure lucrative. En 1621, il est admis à porter les couleurs de la corporation des épiciers, privilège qu'il paie 20 £.
En tant qu'épicier, Heminges prend dix apprentis entre 1595 et 1628. La plupart d'entre eux finissent comme acteurs dans la troupe de lord Chamberlain, puis dans celle du roi, et non pas comme épiciers. L'un de ces apprentis, William Trigge, en cours d'apprentissage au moment de la mort de Heminges, demande dans une requête au tribunal municipal de Londres d'être libéré de cet engagement, affirmant explicitement dans un français légal s'être lié pour une durée de douze ans « pur apprendre lart que le dite John Hennings adonc usait, l'arte d'une Stageplayer ».

### Mort
On suppose que lors de l'édition des œuvres de Shakespeare en 1623, Heminges avait cessé de jouer, et pourtant, en 1625, son nom continue à être mentionné comme membre de la compagnie, se consacrant sans doute exclusivement à des tâches administratives et financières.
Il apparaît dans le testament d'Augustine Phillips, qui le nomme son exécuteur testamentaire, en 1614 dans celui d'Alexander Cooke (en), qui le nomme mandataire et « maître », ainsi que dans celui de John Underwood. Il est témoin avec Cuthbert Burbage lors de l'ouverture du testament de Condell, et il reçoit pour ce service 5 livres. Avec Richard Burbage et Henry Condell, ils sont les trois seules personnes extérieures à Strafort-sur-Avon à être citées dans le testament de Shakespeare, qui laisse à chacun des trois 26 s. 8 d. pour s'acheter un anneau souvenir,.
Il vit de nombreuses années dans la paroisse d'Aldermanbury à Londres, dont les archives enregistrent la naissance de ses enfants : Alice, baptisée le 1er novembre 1590 et mariée le 11 février 1612, Mary, baptisée le 26 mai 1592, enterrée quelques mois plus tard, Thomasine, baptisée le 15 janvier 1595, Joan, baptisée le 2 mai 1596, John, baptisé le 2 avril 1598, enterré la même année, John, baptisé le 12 août 1599, Beavis, baptisé le 24 mai 1601, William, baptisé le 3 octobre 1602, George, baptisé le 12 février 1604, Rebecca, baptisée le 4 février 1605, Elizabeth, baptisée le 6 mars 1608, Mary, baptisée le 21 juin 1611, enterrée la même année, et Swynnerton, enterré le 8 juin 1613. En 1619, il semble avoir déménagé ou avoir acquis une seconde maison plus proche du Globe, plus commode pour assurer ses fonctions d'administrateur de la compagnie.
Dans son testament, il nomme son fils William comme exécuteur testamentaire pour ses enfants plus jeunes et non mariés, et Cuthbert Burbage comme mandataire. Il ne mentionne pas dans son testament sa fille Thomasine, soit parce qu'elle est décédée, soit parce qu'elle est brouillée avec son père à cause du procès qu'elle lui avait fait, une fois veuve, pour obtenir les parts des deux théâtres, estimées à 600 £, que possédait son mari, le comédien William Ostler. On ignore l'issue de ce procès.
Heminges meurt le 10 octobre 1630 à son domicile d'Aldermanbury à Londres. Malone suspecte la peste. Il est enterré le 12. Son testament, qui est donné in extenso par Malone et John Payne Collier (en), détaille en particulier ses parts des théâtres du Globe et des Blackfriars.

## Édition des œuvres de Shakespeare

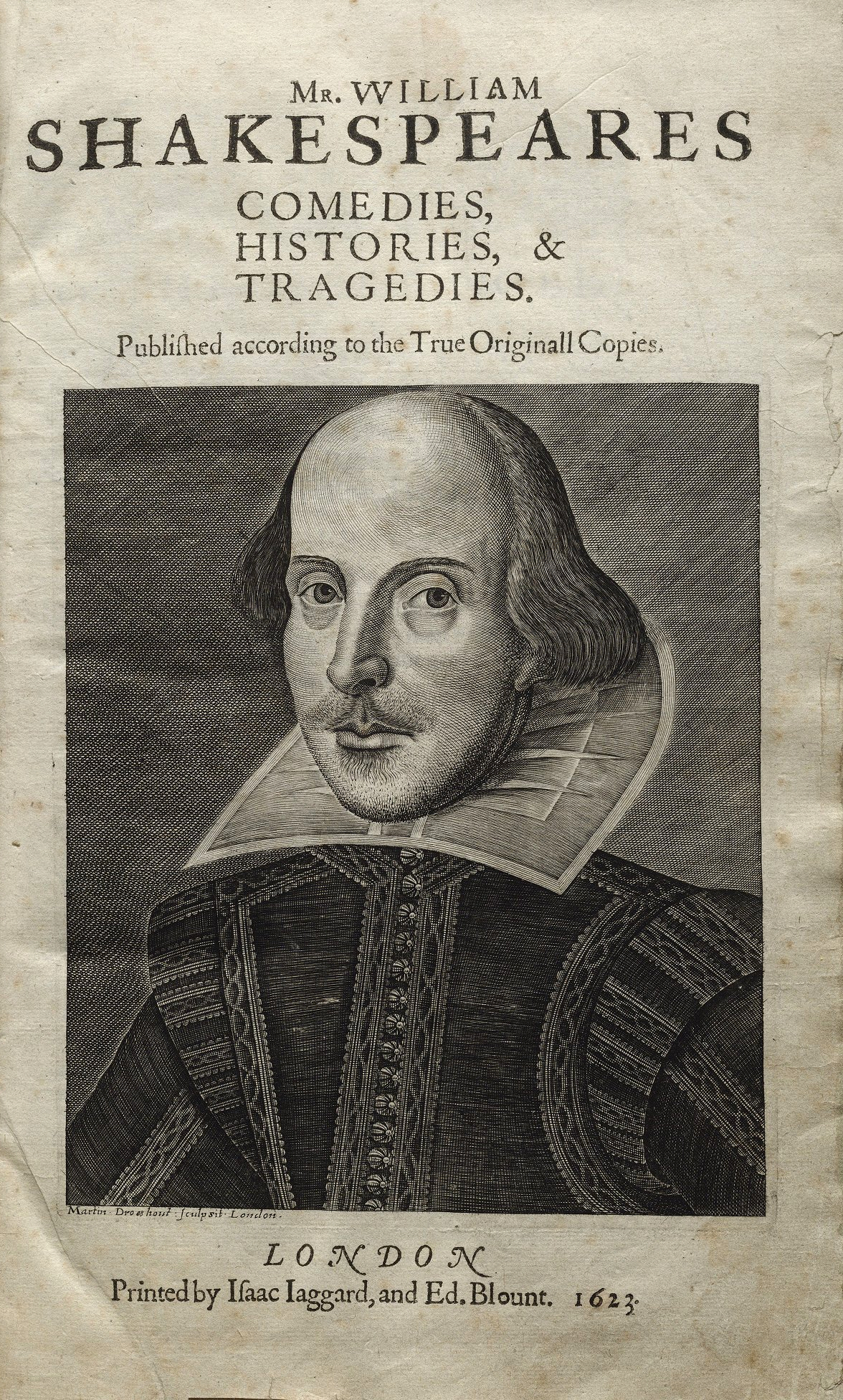
Premier Folio.

Sa plus grande contribution à l'histoire du théâtre est son travail d'éditeur avec Henry Condell, aboutissant à la publication en 1623 du Premier Folio, groupant des œuvres de Shakespeare sept ans après la mort de celui-ci. Cet ouvrage réunit 36 pièces de théâtre, 18 déjà publiées et 18 non encore publiées. Sans ce travail d'édition, certaines pièces, qui n'avaient encore jamais été publiées, auraient pu être perdues. Shakespeare est effectivement mort en ne se souciant absolument pas du sort de son œuvre, ne corrigeant pas même les pièces qui avaient été publiées de son vivant. Pour commémorer cette initiative, un mémorial leur rendant hommage a été dressé en juillet 1896 à St Mary Aldermanbury avec l'inscription : « À la mémoire de John Heminge et de Henry Condell, acteurs et amis proches de Shakespeare. Ils ont longtemps habité la paroisse et sont enterrés ici. Grâce à leurs efforts désintéressés, le monde leur doit tout ce qu'il appelle Shakespeare. Ils ont recueilli seuls ses écrits théâtraux, sans se soucier des coûts financiers et sans espérer en faire du profit, et ils les ont légués au monde. Pour cela, ils méritent la gratitude de l'humanité »,.